# 亞當斯鎮區 (內布拉斯加州蓋奇縣)
亞當斯鎮區（英語：Adams Township）是位於美國內布拉斯加州蓋奇縣的一個行政鎮區。

## 地方資料
亞當斯鎮區的面積為88.91平方千米，當中陸地面積為88.26平方千米，而水域面積為0.65平方千米。根據2020年美國人口普查的數據，當地共有人口937人，而人口密度為每平方千米10.54人。